# Омлет

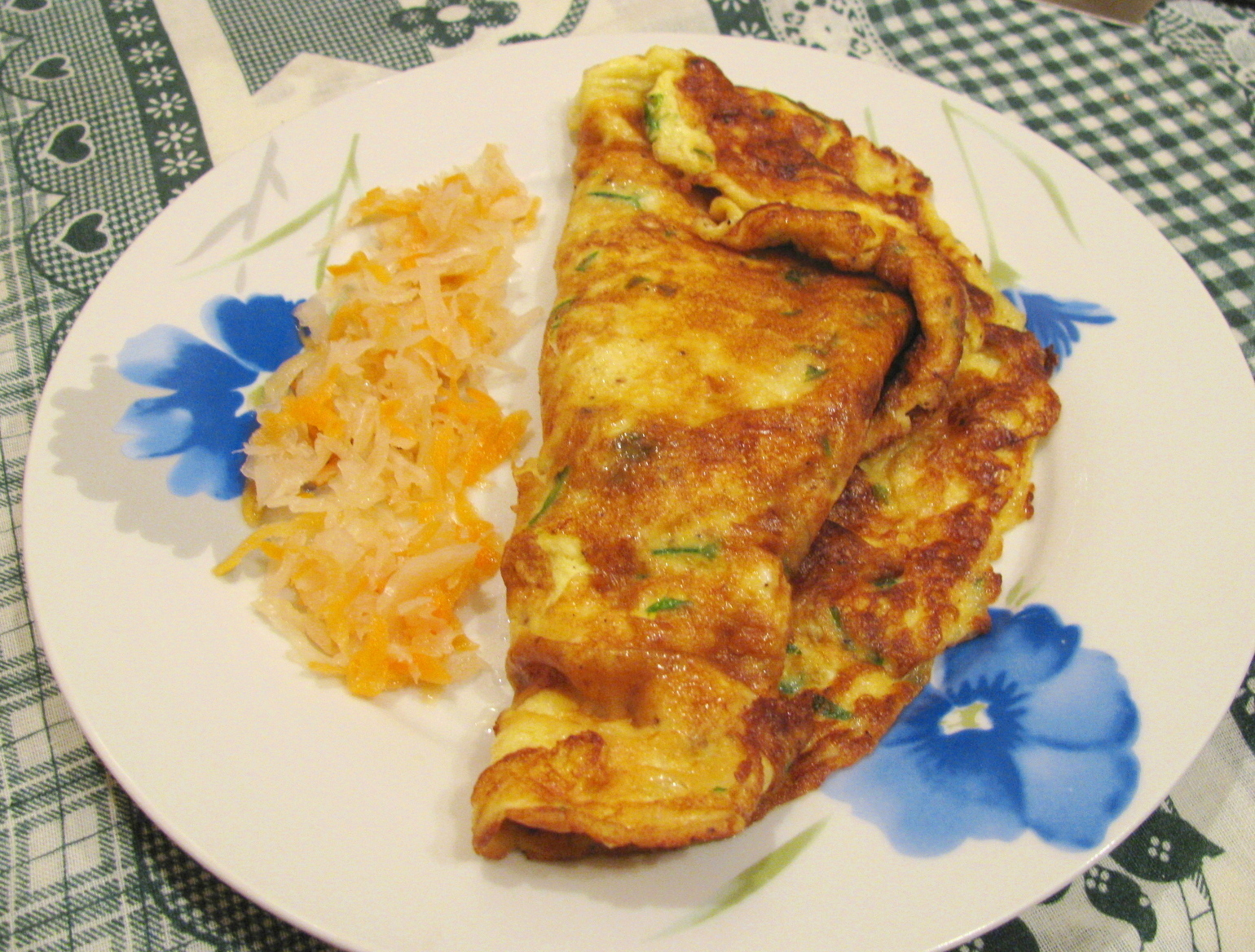
Мішаний омлет та квашена капуста

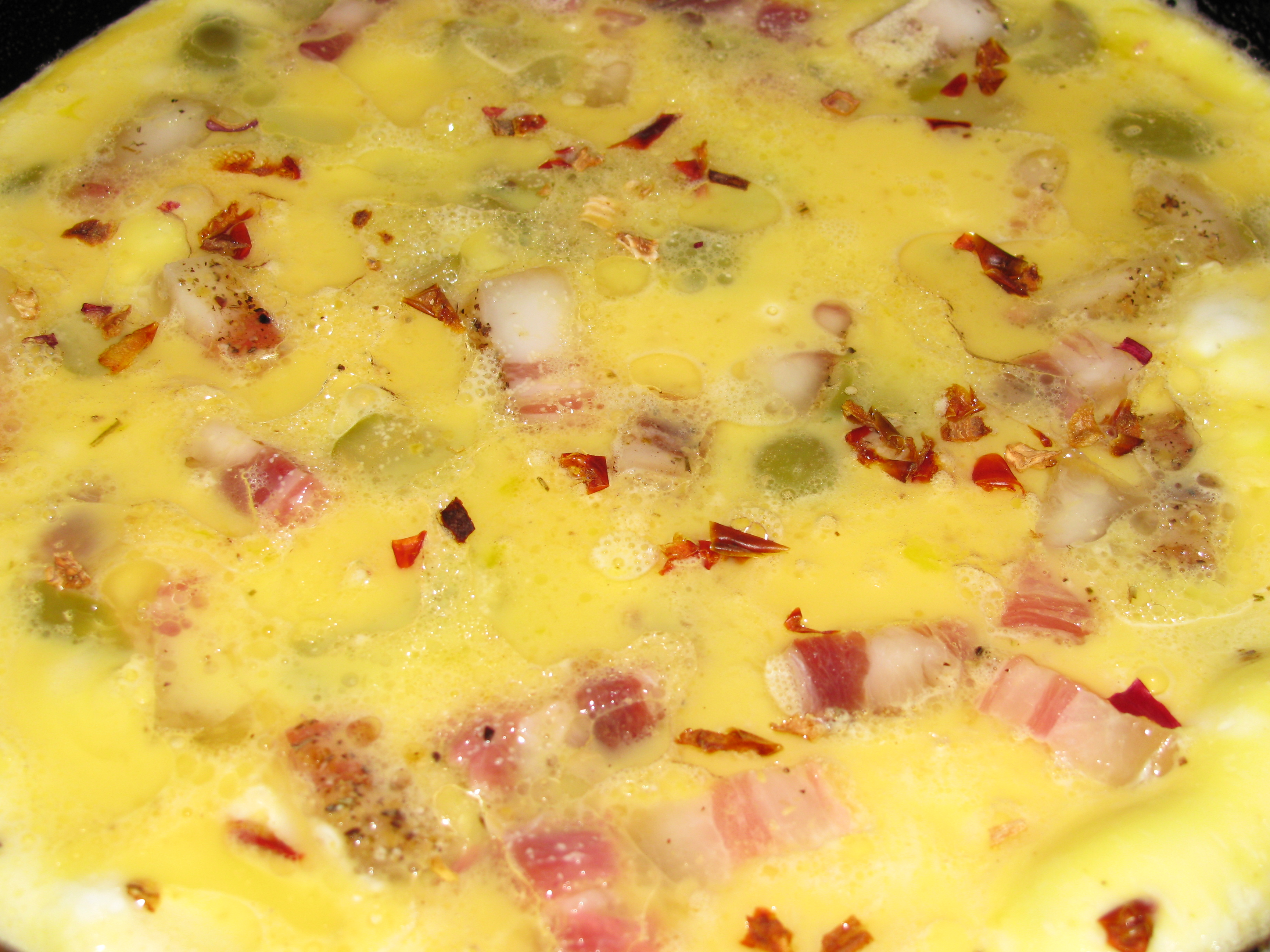
Приготування фаршированого омлету

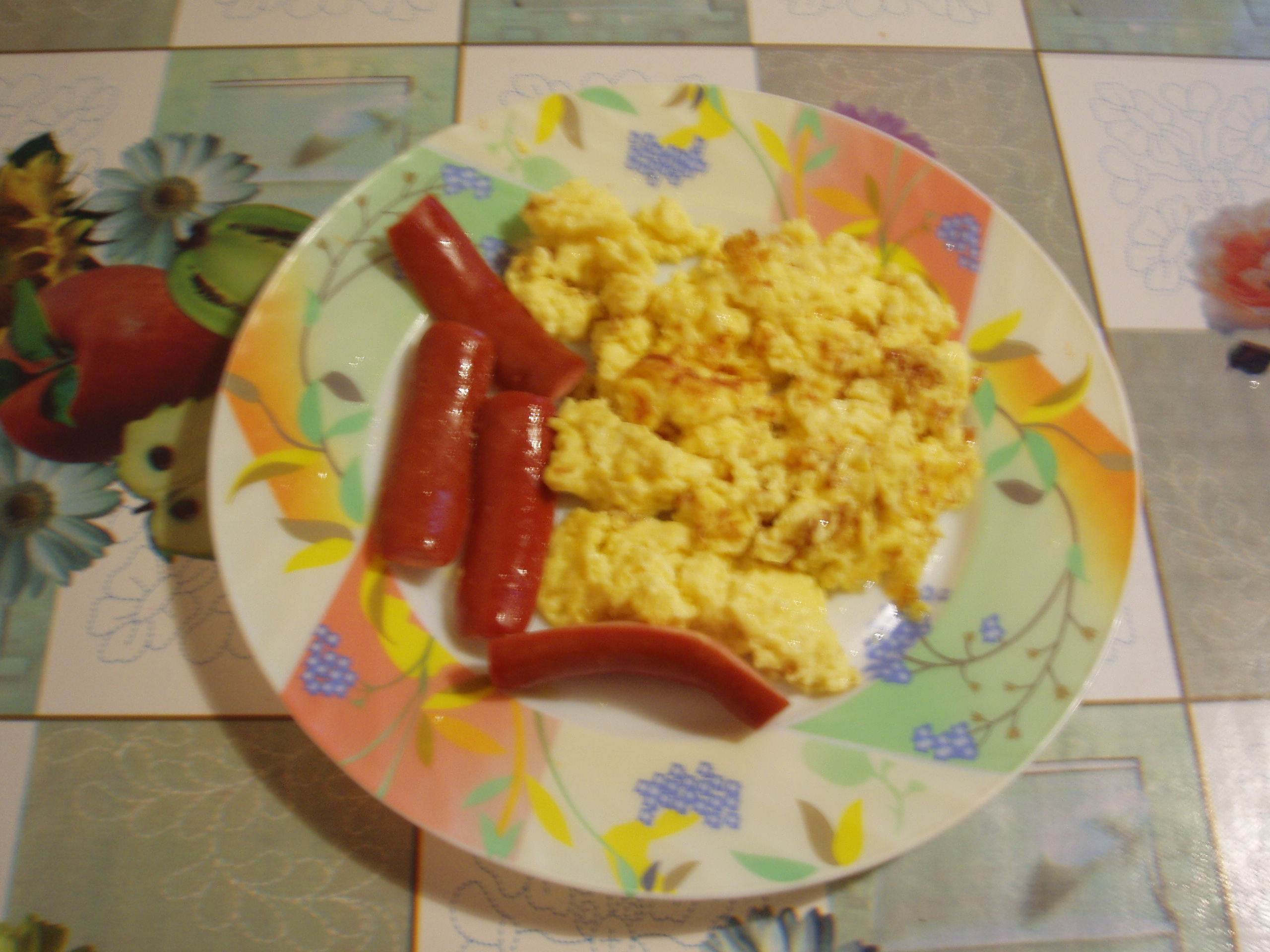
Омлет із сосисками

Омле́т (фр. omelette) — смажена страва із суміші збитих яєць, молока, сметани чи вершків та солі із додаванням різноманітних спецій. Для приготування омлетів також використовують меланж або яєчний порошок.

## Назва
Назва походить від фр. omelette, яке походить від давнішого amelette, що виникло шляхом метатези з *alemette, джерелом якого є alumelle, пов'язане з дфр. lemelle — «тонка пластинка металу» (на основі схожості форми).

## Поділ за домішками
За технологією приготування омлети поділяють на натуральні, мішані з гарніром, фаршировані гарніром.
Омлети, приготовлені з додаванням овочів, свіжої зелені, молочних або м'ясних продуктів називають мішаними.
Омлети, в які наприкінці смаження кладуть підготовлені як начинку продукти, називаються фаршированими.

## Рецепт
Готують омлети з двох — трьох яєць.
Підготовлені яєчні продукти з'єднують з молоком і сіллю добре розмішують, злегка збиваючи до утворення на поверхні піни.
У підготовлену масу додають трохи розтопленого вершкового масла.
На одне яйце використовують 0.5 г солі і 15 мл молока.
Перед подаванням омлети викладають в овальну мельхіорову тарілку, поливають вершковим маслом і посипають посіченою зеленню.

## Регіональні різновиди
У більшості національних кухонь є свої різновиди омлету: іспанська тортилья, італійська фріттата, японські ому-райсу та ому-соба, з рисом та морепродуктами.
У багатьох регіонах України поширена пряженя — яєчня колочена з борошном і молоком. Готується переважно на салі. Пряженя слобідська готується з додаванням ковбаси, гуцульська — сметани та кукурудзяного борошна.

## Походження рецепту
Протягом тривалого часу вважалось, що омлет винайшли австрійські бідняки, оскільки в класичний варіант омлету додавалось багато черствого хліба. Але виявилось, що рецепт омлету придумав віденський кухар XIX століття — спеціально до столу австрійського імператора Франца Йосифа І.